# Бргуд
Бргуд је насељено мјесто у сјеверној Далмацији, у региону Буковица. Припада граду Бенковцу у Задарској жупанији, Република Хрватска.

## Географија
Бргуд је од Бенковца удаљен 12 км, а од Кистања 22 км.

## Историја
Бргуд се од распада Југославије до августа 1995. године налазио у Републици Српској Крајини. Августа 1995. године Бргуд је етнички очишћен од домицилног становништва у операцији хрватске војске „Олуја“.

## Култура
Мјесна српска православна Црква Светог праведног Лазара саграђена је 1689. године, на 300. годишњицу Косовске битке.

## Становништво
Бргуд је по попису 1991. године имало 611 становника, међу којима је било 607 Срба, 2 Хрвата и 2 осталих. По попису становништва из 2001. године у Бргуду је живјело свега троје становника (Срба повратника). Бргуд је према попису становништва из 2011. године имао 13 становника.
| Националност       | 1991. | 1981. | 1971. | 1961. |
| Срби               | 607   | 678   | 760   | 769   |
| Југословени        |       | 29    | 2     |       |
| Хрвати             | 2     | 2     |       | 14    |
| остали и непознато | 2     |       |       | 3     |
| Укупно             | 611   | 709   | 762   | 786   |

| Демографија | Демографија | Демографија |
| Година      | Становника  | Становника  |
| ----------- | ----------- | ----------- |
| 1961.       | 786         |             |
| 1971.       | 762         |             |
| 1981.       | 709         |             |
| 1991.       | 611         |             |
| 2001.       | 3           |             |
| 2011.       |             | 13          |

## Попис 1991.
На попису становништва 1991. године, насељено место Бргуд је имало 611 становника, следећег националног састава:
| Попис 1991.‍ | Попис 1991.‍ | Попис 1991.‍ | Попис 1991.‍ | Попис 1991.‍ |
| ----------- | ----------- | ----------- | ----------- | ----------- |
|             |             |             |             |             |
| Срби        | Срби        |             | 607         | 99,34%      |
| Хрвати      | Хрвати      |             | 2           | 0,32%       |
| непознато   | непознато   |             | 2           | 0,32%       |
| укупно: 611 |             |             |             |             |

## Презимена
Презимена из Бргуда су:
- Баљак — Православци, славе Светог Луку
- Банић — Православци, славе Светог Стефана Дечанског
- Блануша — Православци, славе Светог Јована
- Витас — Православци, славе Светог Стефана Дечанског и Светог Архангела Михаила
- Граовац — Православци, славе Светог Луку и Светог Стефана Дечанског
- Матић — Православци, славе Светог Архангела Михаила
- Тампоља — Православци, славе Светог Козму и Дамјана
- Ћалић — Православци, славе Светог Јована
- Узелац — Православци, славе Светог Николу

## Галерија
- Мјесно гробље са црквом
- Остаци турске куле у Бргуду
- Иконостас у цркви